# Desmosoma serratum
Desmosoma serratum är en kräftdjursart som beskrevs av Eugenio Fresi och Schiecke 1969. Desmosoma serratum ingår i släktet Desmosoma och familjen Desmosomatidae. Inga underarter finns listade i Catalogue of Life.